# Léguillac-de-l’Auche
Léguillac-de-l’Auche (okzitanisch: Lagulhac de l’Aucha) ist eine französische Gemeinde mit 974 Einwohnern (Stand: 1. Januar 2022) im Département Dordogne in der Region Nouvelle-Aquitaine; sie gehört zum Arrondissement Périgueux und zum Kanton Saint-Astier. Die Einwohner heißen Leguillacois.

## Geografie
Léguillac-de-l’Auche liegt etwa zwölf Kilometer westlich von Périgueux in der Landschaft Périgord. Die Nachbargemeinden von Léguillac-de-l’Auche sind Mensignac im Norden, Annesse-et-Beaulieu im Osten, Saint-Astier im Süden und Südwesten sowie Saint-Aquilin im Westen.

## Bevölkerungsentwicklung
| Jahr                      | 1962 | 1968 | 1975 | 1982 | 1990 | 1999 | 2006 | 2013 |
| Einwohner                 | 440  | 383  | 377  | 493  | 635  | 636  | 812  | 986  |
| Quelle: Cassini und INSEE |      |      |      |      |      |      |      |      |

## Sehenswürdigkeiten
- Kirche Saint-Cloud aus dem 19. Jahrhundert
- Schloss Le But aus dem 15./16. Jahrhundert
- Schloss La Faye, alte Priorei
- Ruine der Prioratskirche Sainte-Marie in La Faye

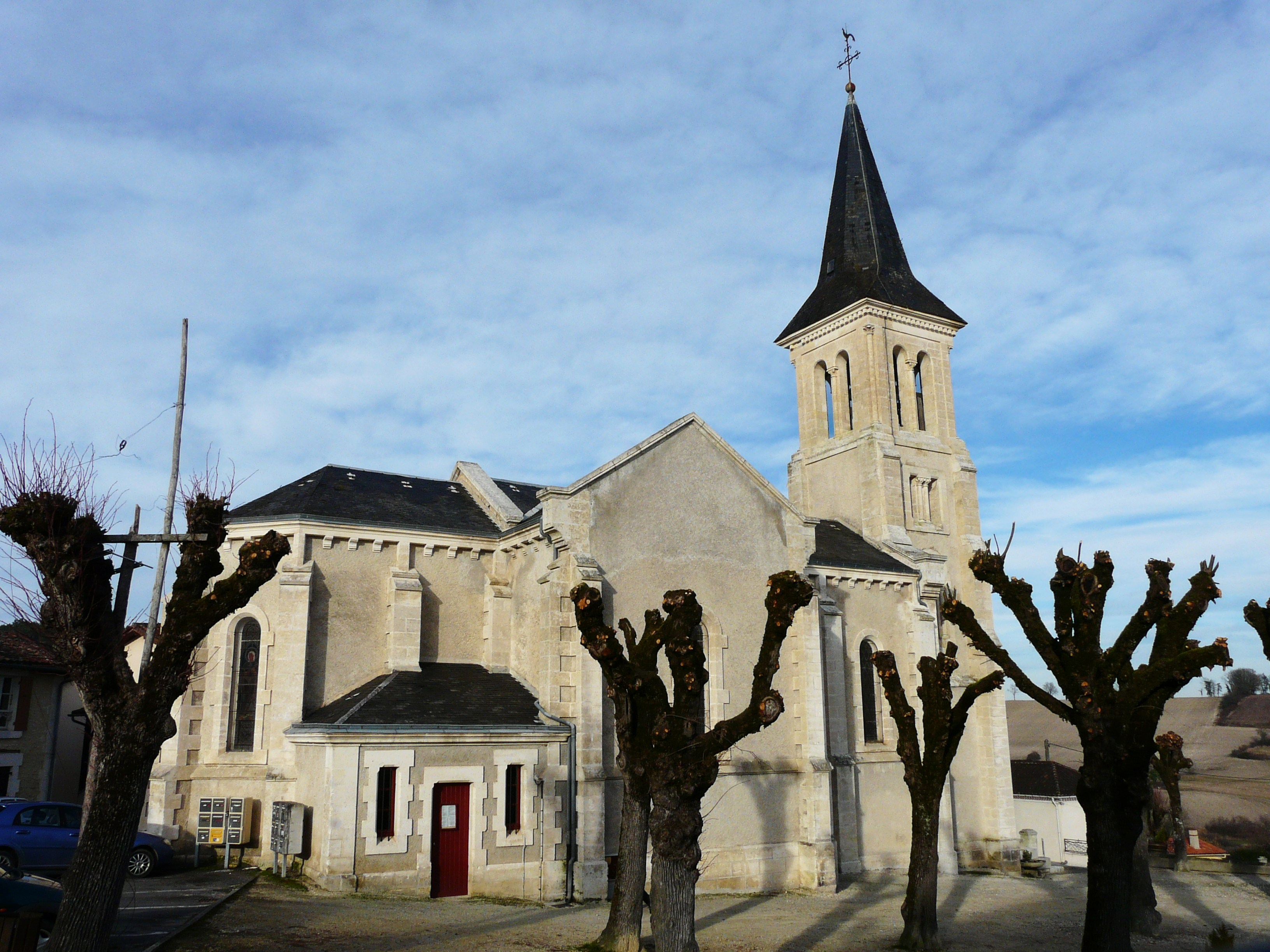
Kirche Saint-Cloud
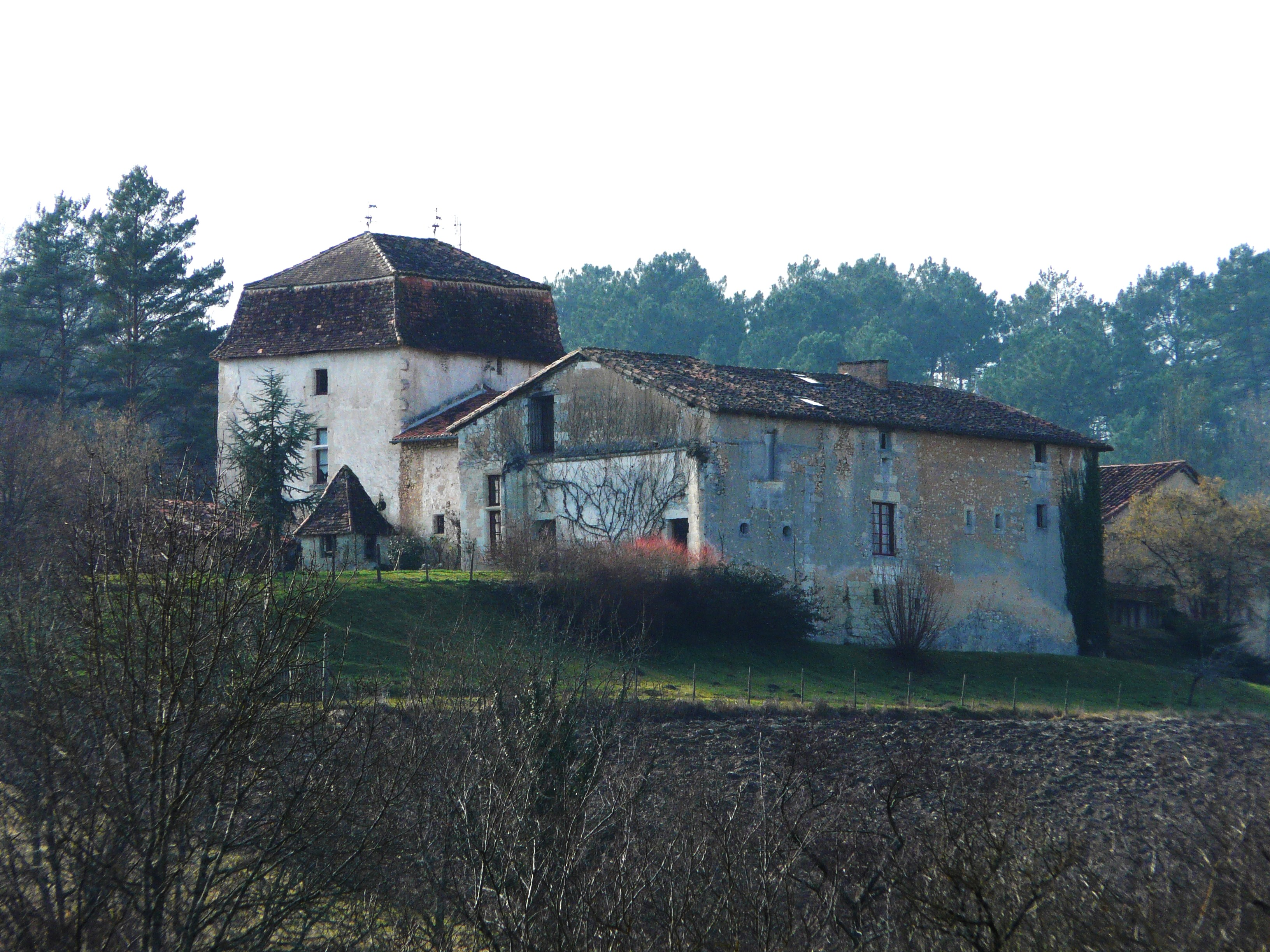
Schloss Le But

## Gemeindepartnerschaft
Mit der britischen Gemeinde Letham (Schottland) besteht seit 2011 eine Partnerschaft.